# Нараянастра
Нараяна́стра (санскр. नारायणास्त्र, IAST: nārāyaṇastra «Оружие Нараяны») — оружие, описываемое в «Махабхарате» и Пуранах. Считается личным оружием Вишну в его форме Нараяны. Представляет собой миллионы метательных снарядов, приводимых в действие одновременно. Количество снарядов и их мощь возрастает пропорционально оказываемому им сопротивлению. Единственный способ спастись от этой астры заключается в том, чтобы полностью предаться и отказаться от любого сопротивления.
Нараянастра использовалась в Битве на Курукшетре. В «Махабхарате» описывается, как царевич Ашваттхама приводит в действие нараянастру против армии Пандавов. По совету Кришны войско Пандавов бросает оружие и ложится на землю, сдаваясь перед силой оружия. Секрет использования нараянастры был известен только трём воинам: Дроне, Ашваттхаме и Кришне. Также говорится, что нараянастра могла использоваться в войне только один раз. При попытке повторного применения, нараянастра поражала армию, к которой принадлежал вызвавший его воин.